# Suleiman Abdullahi
Suleiman Abdullahi (Kaduna, 10 de diciembre de 1996) es un futbolista nigeriano. Juega de delantero y se encuentra sin equipo.

## Trayectoria
Formado en las inferiores del El-Kanemi Warriors, Abdullahi fichó por el Viking de Noruega en 2015. Debutó con su nuevo club el 6 de abril en la derrota por 1-0 ante el Mjøndalen IF.
En junio de 2016 fichó por cuatro años por el Eintracht Brunswick de la 2. Bundesliga. En sus dos primeras temporadas en el club, anotó 8 goles en 41 encuentros.
En agosto de 2018, tras el descenso del Brunswick, fue enviado a préstamo al F. C. Union Berlin de la 2. Bundesliga.  Anotó uno de los goles en el playoff de ascenso y descenso, y logró el ascenso del Unión a la 1. Bundesliga por primera vez en su historia. El 1 de junio de 2019 el club de Berlín fichó permanentemente al jugador. En agosto de 2020 regresó al Eintracht Brunswick tras ser cedido una temporada.
El 28 de junio de 2022 se hizo oficial su vuelta al fútbol escandinavo tras unirse al IFK Göteborg hasta 2025. En febrero de ese año llegó a un acuerdo para rescindir su contrato.

## Estadísticas
Actualizado al último partido disputado en la temporada 2024.
| Club | Div.          | Temporada     | Liga(1) | Liga(1) | Copas nacionales(2) | Copas nacionales(2) | Copas internacionales | Copas internacionales | Total | Total |
| Club | Div.          | Temporada     | Part.   | Goles   | Part.               | Goles               | Part.                 | Goles                 | Part. | Goles |
| --- | ------------- | ------------- | ------- | ------- | ------------------- | ------------------- | --------------------- | --------------------- | ----- | ----- |
| Viking FK · Noruega | 1.ª           | 2015          | 27      | 8       | 4                   | 1                   | ―                     | ―                     | 31    | 9     |
| Viking FK · Noruega | 1.ª           | 2016          | 13      | 5       | 2                   | 1                   | ―                     | ―                     | 15    | 6     |
| Viking FK · Noruega | Total club    | Total club    | 40      | 13      | 6                   | 2                   | 0                     | 0                     | 46    | 15    |
| Eintracht Brunswick · Alemania | 2.ª           | 2016-17       | 14      | 1       | 0                   | 0                   | ―                     | ―                     | 14    | 1     |
| Eintracht Brunswick · Alemania | 2.ª           | 2017-18       | 28      | 7       | 1                   | 0                   | ―                     | ―                     | 29    | 7     |
| F. C. Union Berlin · Alemania | 2.ª           | 2018-19       | 21      | 3       | 1                   | 0                   | ―                     | ―                     | 22    | 3     |
| F. C. Union Berlin · Alemania | 1.ª           | 2019-20       | 6       | 1       | 0                   | 0                   | ―                     | ―                     | 6     | 1     |
| Eintracht Brunswick · Alemania | 2.ª           | 2020-21       | 16      | 2       | 2                   | 1                   | ―                     | ―                     | 18    | 3     |
| Eintracht Brunswick · Alemania | Total club    | Total club    | 58      | 10      | 3                   | 1                   | 0                     | 0                     | 61    | 11    |
| F. C. Union Berlin · Alemania | 1.ª           | 2021-22       | 0       | 0       | 0                   | 0                   | 0                     | 0                     | 0     | 0     |
| F. C. Union Berlin · Alemania | Total club    | Total club    | 27      | 4       | 1                   | 0                   | 0                     | 0                     | 28    | 4     |
| IFK Göteborg · Suecia | 1.ª           | 2022          | 5       | 0       | 0                   | 0                   | ―                     | ―                     | 5     | 0     |
| IFK Göteborg · Suecia | 1.ª           | 2023          | 12      | 0       | 4                   | 0                   | ―                     | ―                     | 16    | 0     |
| IFK Göteborg · Suecia | 1.ª           | 2024          | 2       | 0       | 0                   | 0                   | ―                     | ―                     | 2     | 0     |
| IFK Göteborg · Suecia | Total club    | Total club    | 19      | 0       | 4                   | 0                   | 0                     | 0                     | 23    | 0     |
| Total carrera | Total carrera | Total carrera | 144     | 27      | 14                  | 3                   | 0                     | 0                     | 158   | 30    |
| (1) Incluye datos de la promoción de ascenso y descenso de Alemania. (2) Incluye datos de la Copa de Noruega, la Copa de Alemania y la Copa de Suecia. |               |               |         |         |                     |                     |                       |                       |       |       |